# NGC 5187
NGC 5187 is een spiraalvormig sterrenstelsel in het sterrenbeeld Jachthonden. Het hemelobject werd op 20 maart 1787 ontdekt door de Duitse astronoom William Herschel.

## Synoniemen
- MCG 5-32-29
- ZWG 161.69
- KUG 1327+313
- IRAS13274+3123
- PGC 47393